# Język saramakański
Język saramakański (nazwa własna: Saamáka; ang. Saramaccan) – język kreolski używany przez około 24 tys. ludzi w Surinamie nad rzeką Saramacca i nad górnym biegiem rzeki Surinam i przez ok. 2 tys. ludzi w Gujanie Francuskiej. Użytkownicy są w większości potomkami zbiegłych niewolników, nazywanych Saramaka.
Jest to jeden z niewielu języków kreolskich, którego leksyka pochodzi w dużej części od więcej niż jednego języka.

## Pochodzenie
Leksyka pochodzi głównie z języków: angielskiego (około 50%), portugalskiego (około 35%), niderlandzkiego oraz w około 5% z sub-saharyjskich języków afrykańskich, przede wszystkim języka kongo i języka gbe.
Zapożyczenia z portugalskiego to np. mujee (mulher) „kobieta”; womi (homem) „mężczyzna”; da (dar) „dać”; bunu (bom) „dobry”; kaba (acabar) „kończyć”; ku (com) „z”; kuma (como) „jak”; faka (faca) „nóż”; aki (aqui) „tu”; ma (mas) „ale”; kendi (quente) „gorący”; liba (arriba) „ponad”; lio (rio) „rzeka”.
Fonetyka ma wiele cech wspólnych z językami Afryki Zachodniej, głównie cechy języka tonalnego (saramakański ma zamiast akcentu dwa tony: wysoki i niski).
Powstał przypuszczalnie w Brazylii jako język kreolski na bazie portugalskiego z zapożyczeniami afrykańskimi, a następnie został przeniesiony wraz z niewolnikami do Surinamu.

## Dialekty
Istnieją trzy główne dialekty: dialekt dolnej rzeki Surinam i górnej rzeki Surinam (używane przez grupę Saramaccan) oraz dialekt grupy Matawari.

## Przykładowe zdania
De waka te de aan sinkii möön.

„Oni szli, aż się zmęczyli.”
U ta mindi kanda fu dee soni dee ta pasa ku u.

„Stworzyliśmy pieśni o rzeczach, które nam się zdarzyły.”
A suku di soni te wojo fëën ko bëë.

„Szukał tego na próżno.”
Mi puu tu dusu kölu bai ën.

„Zapłaciłem dwa tysiące guilderów, żeby to kupić.”